# Nhật báo Dziennik Związkowy

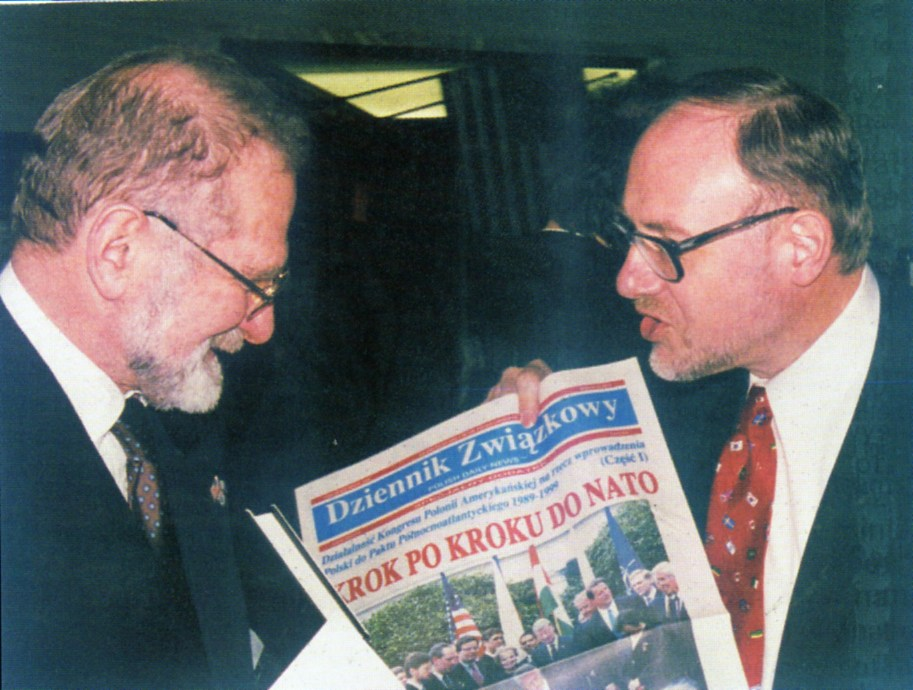
Les Kuczynski †, Đại diện Quốc hội của Người Mỹ gốc Ba Lan tặng một ấn bản của nhật báo "Dziennik Zwiazkowy" cho Bronislaw Geremek †, Bộ trưởng Bộ Ngoại giao Ba Lan (1999)

Dziennik Związkowy (phát âm tiếng Ba Lan: [ˈd͡ʑɛɲɲik zvjɔ̃ˈskɔvɨ], Alliance Daily) hay còn gọi là Tin tức hàng ngày của Ba Lan, là một tờ báo tiếng Ba Lan lớn nhất và lâu đời nhất tại Hoa Kỳ. Được thành lập vào năm 1908 tại Chicago với tư cách là một cơ quan của Liên minh Quốc gia Ba Lan, từ trụ sở chính tại Tam giác Polonia ở khu phố của người Ba Lan (Polis Downtown). Dziennik Związkowy được coi là tiếng nói hàng đầu của cộng đồng người Ba Lan tại Chicago. Dziennik Związkowy đã được xuất bản liên tục từ khi thành lập vào năm 1908 cho đến ngày nay, và trở thành tờ báo tiếng Ba Lan lâu đời nhất trên thế giới được xuất bản liên tục.
Ấn bản cuối tuần của tờ báo có khoảng một trăm trang, với số lượng phát hành khoảng 30.000 bản. Báo được xuất bản và bán khắp khu vực đô thị Chicago, và dưới hình thức đặt mua ở những nơi khác trên khắp lãnh thổ Hoa Kỳ. Các bản sao cũng được phân phối đến Ba Lan, tới các thư viện nghiên cứu và tới Quốc hội Ba Lan.
Dziennik Związkowy được xuất bản 5 lần mỗi tuần với các chủ đề đa dạng từ tin tức địa phương đến thể thao, văn hóa cũng như đưa tin rộng rãi về Ba Lan và các chủ đề liên quan đến Ba Lan trên báo chí tiếng Anh. Một ấn bản hàng ngày, mỏng hơn được phát hành từ Thứ Hai đến Thứ Năm, trong khi "Ấn bản Cuối tuần" mở rộng được xuất bản vào Thứ Sáu hàng tuần với nhiều phần và phụ trang đặc biệt cùng với một tạp chí bổ sung có tên "Kalejdoskop". Ngoài ra, nhật báo còn có một phần nhắm đến cộng đồng Góral tại Chicago, với tiêu đề "Biên niên sử vùng cao" hoặc Kronika podhalańska bằng tiếng Ba Lan được xuất bản vào thứ Tư hàng tuần trên Dziennik Związkowy.
Tờ báo là một chi nhánh của Liên minh Quốc gia Ba Lan, một tổ chức của người Mỹ gốc Ba Lan. Chủ tịch hiện tại của liên minh là Frank Spula. Dziennik Związkowy được xuất bản bởi công ty Alliance Printers & Publishers Inc.
Tổng biên tập hiện tại của nhật báo là Małgorzata Błaszczuk, và phó tổng biên tập là Elizabeth Glinka. Các thành viên khác trong ban biên tập là: Andrew Z. Kazimierczak; Alicia Otap; Krystyna Cygielska; Ewa Malcher.